# David Gibbins
David Gibbins (Saskatoon, 1 de janeiro 1962) é um escritor de livros de ficção baseados em fatos históricos e arqueólogo marinho canadense. 

## Biografia
Gibbins nasceu em 1962 em Saskatoon, Saskatchewan, Canadá. De pais britânicos, ambos cientistas universitários, viajou ao redor do mundo com eles pelo mar quando menino, incluindo quatro anos em que vivem na Nova Zelândia, antes de retornar a Inglaterra e ao Canadá. Ele frequentou a Universidade de Bristol, Inglaterra, onde foi premiado com um First Class Honours Degree (Grau de Honra de Primeira Classe; grau mais elevado do sistema britânico) em estudos mediterrânicos antigos. Foi depois à Universidade de Cambridge, onde terminou um PhD em Arqueologia em 1990.
David trabalhou na área da arqueologia marinha por toda sua vida profissional. Ensinou arqueologia na Grã-Bretanha e no exterior, passou a maior parte dos anos 1990 como professor na Escola de Arqueologia, Estudos Clássicos e Orientais, na Universidade de Liverpool. É uma autoridade mundial em naufrágios antigos e cidades submersas. Ele liderou inúmeras expedições de arqueologia subaquática em todo o mundo, incluindo cinco temporadas escavando sítios romanos antigos na Sicília. Em 1999-2000 fez parte de uma equipe internacional escavando um naufrágio do século V a.C na Turquia. Suas muitas publicações de naufrágios apareceram em revistas científicas, livros e revistas normais. Mais recentemente, seu trabalho de campo o levou ao Oceano Ártico, à Mesoamérica, aos Grandes Lagos no Canadá e às águas do sudoeste da Inglaterra.
Ele divide seu tempo entre o trabalho de campo, uma fazenda no Canadá, onde ele escreve, e a Inglaterra. Ele tem uma filha, cuja mãe é a filósofa e radialista Angie Hobbs. 

## Literatura
Ao sair da academia virou romancista, escrevendo livros arqueológicos baseados na sua própria formação. Seus romances venderam mais de três milhões de cópias e foram best-sellers do London Sunday Times e do New York Times. Seu primeiro romanceː Atlantis, publicado no Reino Unido em 2005 e nos EUA em 2006, foi publicado em 30 idiomas; Desde então ele escreveu nove novos romances, publicados em mais de 160 edições no mundo. Sua principal série é baseada no arqueólogo fictício Jack Howard e sua equipe. Ele também escreveu dois romances históricos, ambientados na Roma Antiga.
No Brasil, seus livros A Cruzada do Ouro, Atlantis, The Last Gospel , The Tiger Warrior foram publicados pela Editora Planeta.

## Honrarias
Entre seus prêmios, Gibbins tem o de "Companheiro do Winston Churchill Memorial Trust", pelo qual recebeu oː Medalhão da Confiança Churchill (Churchill Medallion of the Trust). Ele é membro da Sociedade Real de Geografia e membro da Sociedade Real de Artes (ambas do Reino Unido).

### Série do Jack Howard
- Atlantis (2005) e no Brasilː (Editora Planeta, 2006) / em Portugal: O Mistério da Atlântida (Editorial Presença, 2005)
- Crusader Gold (2006) no Brasilː A Cruzada do Ouro (Editora Planeta, 2007) / em Portugal: O Ouro dos Cruzados (Editorial Presença, 2008)
- The Last Gospel (2008) no Brasilː O último Evangelho (Editora Planeta, 2009)
- The Tiger Warrior (2009) no Brasilː Guerreiro Tigre (Editora Planeta, 2011)
- The Mask of Troy (2010)
- The Gods of Atlantis (2011)
- Pharaoh (2013)
- Pyramid (2014)
- Testament (2016)
- Inquisition (2018)

### SérieːTotal War Rome
- Total War Rome: Destroy Carthage (2013)
- The Sword of Attila (2015)